# Thierry Marichal
Thierry Marichal (Leuze-en-Hainaut, 13 de junio de 1973) es un exciclista belga. Pasó a profesional en 1996 y puso fin a su carrera deportiva en el año 2007.
Actualmente actúa como director deportivo del equipo profesional Cofidis, Solutions Crédits.

## Palmarés
1997
- Tour de Valonia

1999
- 1 etapa del Tour de l'Oise
- Le Samyn
- 3.º en el Campeonato de Bélgica Contrarreloj

2000
- 1 etapa del Circuito Franco-Belga
- 1 etapa de la Vuelta a Baviera

2005
- Dúo Normando (haciendo pareja con Sylvain Chavanel)

## Resultados en Grandes Vueltas y Campeonatos del Mundo
Durante su carrera deportiva consiguió los siguientes puestos en las Grandes Vueltas y en los Campeonatos del Mundo en carretera:
| Carrera         | Carrera         | 1995 | 1996 | 1997 | 1998 | 1999  | 2000  | 2001 | 2002  | 2003 | 2004  | 2005  | 2006 | 2007 |
| --------------- | --------------- | ---- | ---- | ---- | ---- | ----- | ----- | ---- | ----- | ---- | ----- | ----- | ---- | ---- |
|                 | Giro de Italia  | —    | —    | —    | —    | —     | —     | —    | 97.º  | Ab.  | —     | 125.º | Ab.  | —    |
|                 | Tour de Francia | —    | —    | —    | —    | 128.º | 101.º | —    | 126.º | —    | 101.º | 127.º | —    | —    |
|                 | Vuelta a España | —    | —    | —    | 86.º | —     | —     | —    | —     | —    | —     | —     | 45.º | —    |
| Mundial en Ruta | Mundial en Ruta | —    | —    | —    | —    | —     | 100.º | —    | —     | —    | —     | —     | Ab.  | —    |

Exp: expulsado por la organización

—: no participa

Ab.: abandono